# André Sá
André Rezende Sá (Belo Horizonte, 6 de maio de 1977) é um ex-tenista brasileiro, nascido no estado de Minas Gerais. Se profissionalizou em 1996 e se aposentou em 2018, aos 40 anos, após cair nas quartas de final do Brasil Open, jogando ao lado de Thomaz Bellucci, de quem é técnico atualmente.
É um exímio duplista que já conquistou 11 torneios ATP na carreira, sendo assim, o terceiro brasileiro com maior número de títulos ATP de duplas na história, ficando atrás somente dos também mineiros Bruno Soares e Marcelo Melo. Também conseguiu onze títulos de simples em competições de nível Challenger, sendo o terceiro brasileiro com maior número de conquistas neste porte e conquistou outros 34 Challenger em duplas.
Sá já foi 17º do mundo nas duplas e fez semifinal no Torneio de Wimbledon em 2007 com Marcelo Melo. Em simples ele já esteve no top 50 mundial e fez quartas de final no Torneio de Wimbledon, em 2002.

## Carreira em simples
André Sá começou a jogar tênis com a idade de 8 anos, incentivado por seu irmão mais velho. Com 12 anos, ranqueado como o número 1 no Brasil, mudou-se para a Nick Bollettieri Tennis Academy, Bradenton, Flórida, onde ele ficou 5 anos. Em 1996, ele formou-se na Academia Brandenton, onde jogou basquete por três anos.
André Sá jogou seu primeiro jogo profissional em 1993, em um Challenger em sua cidade natal, Belo Horizonte, onde perdeu na primeira rodada, com a idade de 16 anos. Em 1997, iniciou viagem pela América do Sul, atingindo sua primeira semi de Challenger em Quito, perdendo para Mariano Puerta. Em agosto, ele alcançou sua primeira final, novamente em sua cidade natal, perdendo para o brasileiro Roberto Jabali. Ele também chegou à semifinal em Guadalajara, México. Em 1997, ele jogou sua primeira Copa Davis contra Alistair Hunt, da Nova Zelândia, em Florianópolis, no Qualy do Grupo Mundial. Foi o 5 º jogo, com uma vitória de 5-0 para o Brasil. Em outubro, ele jogou seu primeiro jogo de ATP, na Cidade do México, onde ele alcançou as quartas-de-final.
Em 1998, ganhou seu primeiro Challenger, em fevereiro, em Ho Chi Minh City, Vietnã, derrotando Juan Antonio Marín, da Costa Rica por 6-3, 3-6, 6-2. Duas semanas depois, ele ganhou o Challenger de Salinas, no Equador, derrotando Guillermo Cañas na final, e em agosto, ele ganhou o Challenger de Gramado sobre o japonês Hideki Kaneko. Este ano participou do seu primeiro Grand Slam em Wimbledon, onde ele iria atingir o seu melhor resultado alguns anos mais tarde. Ele perdeu para Todd Martin na primeira rodada.
Sá participou em 4 torneios ATP Tour, em 1999, atingindo a 2ª rodada em Wimbledon, perdendo para Karol Kucera, 13º do mundo no momento. Em cinco semanas, ele conquistou três títulos Challengers: Austin, batendo o americano Glenn Weiner, Tulsa e Dallas, derrotando Jimy Szymanski nos dois últimos. Ele ganhou 13 jogos seguidos à época.
No início de 2000, ele alcançou a final do Challenger de Waikoloa, Havaí e sua primeira semifinal em ATP em Memphis, onde ele perdeu para o vencedor do torneio, o sueco Magnus Larsson. Participou em três Grand Slams: Roland Garros (perdeu na 1ª rodada), Wimbledon (perdeu na 1ª rodada) e U.S. Open (perdeu na 2ª rodada). Sá foi parte da equipe brasileira da Copa Davis que atingiu as semifinais, perdendo para a Austrália por 5-0. Sá jogou o 4º jogo contra Lleyton Hewitt e perdeu por 4-6, 1-6.
Em 2001, Sá novamente jogou em 3 Grand Slams: Australian Open (perdeu na 2ª rodada), Wimbledon (perdeu na 1ª rodada para Arvind Parmar, que também o venceu no ano passado) e U.S. Open (perdeu na 2ª rodada). Ganhou 2 Challengers: Calabasas, batendo Michael Russel, e Salvador, vencendo o brasileiro Alexandre Simoni. Sá também chegou a semi do ATP de Hong Kong, perdendo para o alemão Rainer Schüttler.
2002 viu o melhor resultado da carreira de Sá em simples. Sem ganhar um único título, Sá alcançou seu melhor ranking de carreira: 55º, após 3 excelentes resultados de ATP. Participou em todos os quatro Grand Slam com uma quartas-de-final em Wimbledon. Ele bateu Antony Dupuis, Stefan Koubek, Flávio Saretta e Feliciano López, mas perdeu em quatro sets para o herói local Tim Henman, 6-3, 5-7, 6-4, 6 -3. No mês seguinte, ele chegou às quartas-de-final nos ATPs de Amersfoort e Kitzbühel.
Após um excelente ano em 2002, André Sá teve um terrível 2003. Com 13 derrotas na primeira rodada, uma fila, ele só viu a sua primeira vitória na grama de Queen's, mas perdendo na 2ª rodada. Ele caiu para 138 do mundo após o Grand Slam britânico, onde só chegou à 2ª rodada.
2004 foi um bom ano para o jogador brasileiro, vencendo 2 Challengers, um em São Paulo e outro em College Station. Ele também chegou na final de Covington. Em 2005, Sá venceu o Challenger de Campos do Jordão e chegou à final em Dallas, juntamente com outras duas semifinais. Em 2006, ele chegou a duas finais Challenger em Bogotá e Belo Horizonte, terminando o ano com um ranking de 179, como o 5º brasileiro.
Resumindo, seu melhor resultado foi as quartas-de-final de Wimbledon em 2002. André Sá chegou ao top60 e foi um dos melhores tenistas de simples do Brasil.
Encerrou sua carreira de jogador de simples devido à idade, e passou à se dedicar ao jogo em duplas, que admite tenistas mais longevos jogando em alto nível.

## Carreira em duplas
Representando o Brasil, ele ganhou a medalha de ouro dos Jogos Pan-Americanos de 1999, em Winnipeg, em parceria com Paulo Taicher, derrotando os mexicanos Marco Osorio e Oscar Ortiz, 7-6 (6), 6-2. Em 2004, participou das Olimpíadas de Atenas, juntamente com Flávio Saretta. Eles bateram os espanhóis Carlos Moya/Rafael Nadal na primeira rodada 7-6 (6), 6-1, perdendo para a forte dupla do Zimbabue de Wayne Black/Kevin Ullyett, 3-6, 4-6.
Com Flávio Saretta, ele alcançou as quartas de final do Australian Open em 2004 e com paraguaio Ramón Delgado, a 3ª rodada do tradicional Torneio de Wimbledon em 2006.
Sua carreira de duplista se intensificou em 2007, quando, formando parceria fixa com o mineiro Marcelo Melo, atingiu as semifinais de Wimbledon. Primeiro,derrotaram Julien Benneteau e Nicolas Mahut em cinco sets, 6-7, 6-3, 7-6, 2-6, 6-3. Eles então derrotaram Paul Hanley e Kevin Ullyett no jogo mais longo da história de Wimbledon, que durou 5 horas e 58 minutos. A pontuação final foi 7-5, 6-7, 6-4, 6-7, 28-26. O jogo continha 102 games, 10 menos do que o recorde mundial de Charlie Pasarell versus Pancho Gonzales em 1969. Em seguida, venceram Christopher Kas e Alexander Peya em outra maratona, 6-4, 6-7, 7-6, 6-7, 6-4, em 3h36. Nas quartas, venceram por 6-4, 6-3, 6-4 sobre Mark Knowles e Daniel Nestor. A equipe, então finalmente perdeu 7-6 (8), 6-4, 6-4 para Arnaud Clément e Michael Llodra, que viriam a ser os campeões do torneio.Ainda nesse mesmo ano de 2007 chegaram às quartas-de-final do Grand Slam do US Open de tênis.
Em 2008, a dupla Melo/Sá terminou a temporada como a nona melhor parceria do mundo, quando em quatrofinais ATPs alcançadas ganhou três títulos (Costa do Sauípe, Pörtschach,  e New Haven), e indo assim participar nas duplas da Masters Cup (atual ATP World Tour Finals) com time reserva.
No ano de 2009, a dupla Melo/Sá conquistou um torneio de nível ATP (Kitzbühel) e chegou à final de outros 2 (Delray Beach e Queen's).Mesmo assim, eles encerraram a parceria no final da temporada daquele ano. 
Em 2010, Sá firmou nova dupla com Horia Tecau, romeno especialista em duplas. Porém, até maio de 2010, Sá jogou somente 4 torneios com o romeno, perdendo todos os jogos. No primeiro semestre de 2010, Sá chegou às semifinais do ATP 250 de Auckland com Thomaz Bellucci, e, em Roland Garros, junto com Stephen Huss, chegou às oitavas-de-final.Já no segundo semestre de 2010, Sá se juntou ao brasileiro Franco Ferreiro, e juntos ganharam 5 títulos em Challengers.
Em 2011, a dupla Ferreiro/Sá alcançou sua primeira final de ATP juntos, no torneio de Buenos Aires, onde foram vice-campeões. Foram também à semifinal do ATP 250 de Delray Beach. Ganharam os Challengers de São Paulo, Blumenau e Santos. Em julho, jogando com Marcelo Melo, foi à semifinal do ATP 250 de Newport. Voltando a jogar com Franco Ferreiro, fez a semifinal do ATP 250 de Bastad. Em agosto, a dupla Sá/Ferreiro foi vice-campeã do ATP 250 de Kitzbuhel. Em agosto, Sá conquista seu sétimo título ATP de duplas, ao vencer o ATP 250 de Metz com Jamie Murray.
Em fevereiro de 2012, fazendo dupla com Michal Mertinak, foi vice-campeão de 3 ATPs 250 seguidos, em São Paulo, Buenos Aires e Delray Beach. No mês de julho obteve mais um vice-campeonato no ATP 250 de Stuttgart. Passou a jogar com Jamie Murray depois deste torneio, obtendo, ainda em 2012, uma final de Challenger e duas semifinais de ATPs 250.
Na temporada de 2013, Sá alcançou às semifinais dos ATPs 250 de Vina del Mar, Dusseldorf, Newport e Metz. Ele também chegou às oitavas de final do Grand Slam de Roland Garros, e ganhou o Challenger do Rio de Janeiro.
Em março de 2015, ao lado do finlandês Jarkko Nieminen, Sá conquista o oitavo título ATP de duplas em Buenos Aires. Em abril, junto com o australiano Chris Guccione, foi semifinalista do ATP 250 de Istambul. No final de junho de 2015, Sá conquista seu nono título ATP de duplas e, o primeiro na grama, em Nottingham. Já no final de julho de 2015, ao conquistar o troféu do ATP 250 de Umag, Sá ganha seu 10º título ATP de duplas. Assim, com as 10 taças ATP de duplas na carreira, Sá se igualou em números de títulos ATPs de duplas aos brasileiros Carlos Kirmayr e Cássio Motta, duplistas das décadas de 70 e 80, e ficou atrás somente de Bruno Soares e Marcelo Melo. Em sua temporada mais vitoriosa desde 2008, o mineiro André Sá viu os reflexos do bom momento no ranking mundial. Após a conquista do ATP 250 de Umag, ele ganhou 11 posições e apareceu em 42º do mundo. Esta já era a sua melhor colocação desde setembro de 2009, quando apareceu no top 40 pela última vez (38º).

## Olimpíadas
André Sá é o tenista brasileiro com maior participação em Olimpíadas: ele disputou os jogos em Atenas 2004, Pequim 2008, Londres 2012 e Rio 2016. Apesar de tantas atuações, Sá não conquistou medalha olímpica: em Atenas fez dupla com Flávio Saretta e perdeu na segunda rodada; em Pequim jogou ao lado de Marcelo Melo, encerrando sua participação nas oitavas de final; em Londres, jogando ao lado de Thomaz Bellucci, foi eliminado na primeira rodada; no Rio de Janeiro, também com Bellucci, perdeu na segunda rodada para os italianos Fabio Fognini e Andreas Seppi.

## Jogos Pan-Americanos

### Duplas Masculinas: 1 medalha (1 ouro)
| Posição | Ano  | Local    | Parceiro      | Oponentes                | Placar        |
| Ouro    | 1999 | Winnipeg | Paulo Taicher | Oscar Ortiz Marco Osório | 7–6(8–6), 6–2 |

## ATP finais

### Duplas: 28 (10–18)
| Legenda                           |
| --------------------------------- |
| Grand Slam (0–0)                  |
| ATP World Tour Finals (0–0)       |
| ATP World Tour Masters 1000 (0–0) |
| ATP World Tour 500 Series (0–1)   |
| ATP World Tour 250 Series (10–17) |

| Finais por Piso |
| --------------- |
| Duro (3–5)      |
| Saibro (6–9)    |
| Grama (1–4)     |
| Carpete (0–0)   |

| Posição   | N.  | Data                    | Torneio                 | Piso       | Parceiro         | Oponentes                             | Placar                 |
| --------- | --- | ----------------------- | ----------------------- | ---------- | ---------------- | ------------------------------------- | ---------------------- |
| Finalista | 1.  | 9 de fevereiro de 1998  | San Jose, EUA           | Duro       | Nelson Aerts     | Todd Woodbridge Mark Woodforde        | 1–6, 5–7               |
| Finalista | 2.  | 28 de janeiro de 2001   | Bogotá, Colômbia        | Saibro     | Martín Rodríguez | Mariano Hood Sebastián Prieto         | 2–6, 4–6               |
| Finalista | 3.  | 9 de julho de 2001      | Newport, EUA            | Grama      | Glenn Weiner     | Bob Bryan Mike Bryan                  | 3–6, 5–7               |
| Campeão   | 1.  | 24 de setembro 2001     | Hong Kong               | Duro       | Karsten Braasch  | Petr Luxa Radek Štěpánek              | 6–0, 7–5               |
| Finalista | 4.  | 15 de julho de 2002     | Amersfoort, Holanda     | Saibro     | Alexandre Simoni | Jeff Coetzee Chris Haggard            | 6–7(1–7), 3–6          |
| Finalista | 5.  | 9 de setembro de 2002   | Costa do Sauípe, Brasil | Duro       | Gustavo Kuerten  | Scott Humphries Mark Merklein         | 3–6, 6–7(1–7)          |
| Finalista | 6.  | 14 de julho de 2003     | Amersfoort, Holanda     | Saibro     | Chris Haggard    | Devin Bowen Ashley Fisher             | 0–6, 4-6               |
| Campeão   | 2.  | 29 de abril de 2007     | Estoril, Portugal       | Saibro     | Marcelo Melo     | Martín García Sebastián Prieto        | 3–6, 6–2, [10–6]       |
| Campeão   | 3.  | 11 de fevereiro de 2008 | Costa do Sauípe, Brasil | Saibro     | Marcelo Melo     | Albert Montañés Santiago Ventura      | 4–6, 6–2, [10–7]       |
| Campeão   | 4.  | 18 de maio de 2008      | Pörtschach, Áustria     | Saibro     | Marcelo Melo     | Julian Knowle Jürgen Melzer           | 7–5, 6–7(3–7), [13–11] |
| Finalista | 7.  | 9 de junho de 2008      | Londres, Reino Unido    | Grama      | Marcelo Melo     | Daniel Nestor Nenad Zimonjić          | 4–6, 6–7(3–7)          |
| Campeão   | 5.  | 17 de agosto de 2008    | New Haven, EUA          | Duro       | Marcelo Melo     | Mahesh Bhupathi Mark Knowles          | 7–5, 6–2               |
| Finalista | 8.  | 1 de março de 2009      | Delray Beach, EUA       | Duro       | Marcelo Melo     | Bob Bryan Mike Bryan                  | 4–6, 4–6               |
| Campeão   | 6.  | 23 de maio de 2009      | Kitzbühel, Áustria      | Saibro     | Marcelo Melo     | Andrei Pavel Horia Tecău              | 6–7(9–11), 6–2, [10–7] |
| Finalista | 9.  | 14 de junho de 2009     | Londres, Reino Unido    | Grama      | Marcelo Melo     | Wesley Moodie Mikhail Youzhny         | 4–6, 6–4, [6–10]       |
| Finalista | 10. | 20 de fevereiro de 2011 | Buenos Aires, Argentina | Saibro     | Franco Ferreiro  | Oliver Marach Leonardo Mayer          | 6–7(6–8), 3–6          |
| Finalista | 11. | 6 de agosto de 2011     | Kitzbühel, Áustria      | Saibro     | Franco Ferreiro  | Daniele Bracciali Santiago González   | 6–7(1–7), 6–4, [9–11]  |
| Campeão   | 7.  | 25 de setembro de 2011  | Metz, França            | Duro (c)   | Jamie Murray     | Lukáš Dlouhý Marcelo Melo             | 6–4, 7–6(9–7)          |
| Finalista | 12. | 19 de fevereiro de 2012 | São Paulo, Brasil       | Saibro (c) | Michal Mertiňák  | Eric Butorac Bruno Soares             | 6–3, 4–6, [8–10]       |
| Finalista | 13. | 26 de fevereiro de 2012 | Buenos Aires, Argentina | Saibro     | Michal Mertiňák  | David Marrero Fernando Verdasco       | 4–6, 4–6               |
| Finalista | 14. | 4 de março de 2012      | Delray Beach, EUA       | Duro       | Michal Mertiňák  | Colin Fleming Ross Hutchins           | 6–2, 6–7(5–7), [13–15] |
| Finalista | 15. | 15 de julho de 2012     | Stuttgart, Alemanha     | Saibro     | Michal Mertiňák  | Jérémy Chardy Łukasz Kubot            | 1-6, 3-6               |
| Campeão   | 8.  | 1 de março de 2015      | Buenos Aires, Argentina | Saibro     | Jarkko Nieminen  | Pablo Andújar Oliver Marach           | 4–6, 6–4, [10–7]       |
| Campeão   | 9.  | 27 de junho de 2015     | Nottingham, Reino Unido | Grama      | Chris Guccione   | Pablo Cuevas David Marrero            | 6-2, 7-5               |
| Campeão   | 10. | 25 de julho de 2015     | Umag, Croácia           | Saibro     | Máximo González  | Mariusz Fyrstenberg Santiago González | 4-6, 6–3, [10-5]       |
| Finalista | 16. | 4 de outubro de 2015    | Shenzhen, China         | Duro       | Chris Guccione   | Colin Fleming Jonathan Erlich         | 1–6, 7–6(7–3), [6–10]  |
| Finalista | 17. | 25 de abril de 2016     | Bucareste, Romênia      | Saibro     | Chris Guccione   | Florin Mergea Horia Tecău             | 5–7, 4–6               |
| Finalista | 18. | 19 de junho de 2016     | Londres, Reino Unido    | Grama      | Chris Guccione   | Pierre-Hugues Herbert Nicolas Mahut   | 3–6, 6–7(5–7)          |

## Títulos em simples
- Challenger de Ho Chi Minh (98)
- Challenger de Salinas (98)
- Challenger de Gramado (98)
- Challenger de Tulsa (99)
- Challenger de Austin (99)
- Challenger de Dallas (99)
- Challenger de Calabasas (2001)
- Challenger de Sauípe (2001)
- Challenger de São Paulo (2004)
- Challenger de College Station (2004)

## Títulos em duplas
- Challenger de Salinas (com Fernando Meligeni) - 97
- Challenger de Bronx (com Aerts) - 97
- Challenger de Guadalajara (com Aerts) - 97
- Challenger de Florianópolis (com Jaime Oncins) - 98
- Challenger de Gramado (com Taino) - 2000
- Challenger de São Paulo (com Okun) - 2001
- Challenger de Campos do Jordão (com Hernandez) - 2001
- Challenger de Santiago (com Alexandre Simoni) - 2001
- Challenger de Surbiton (com Thomaz Bellucci) - 2002
- Challenger de Torrance (com Delgado) - 2003
- Challenger de São Paulo (com Delgado) - 2004
- Challenger de São Paulo (com Hernandez) - 2004
- Challenger de Austin (com Bruno Soares) - 2004
- Challenger de Tiburon (com Bruno Soares) - 2004
- Challenger de São Paulo (com Bruno Soares) - 2005
- Challenger de Waikoloa (com Taino) - 2005
- Challenger de Blumenau - (com Franco Ferreiro) - 2010
- Challenger de Brasília - (com Franco Ferreiro) - 2010
- Challenger de Salvador - (com Franco Ferreiro) - 2010
- Challenger de Bogotá - (com Franco Ferreiro) - 2010
- Challenger de São Paulo - (com Franco Ferreiro) - 2010
- Challenger de São Paulo - (com Franco Ferreiro) - 2011
- Challenger de Blumenau - (com Franco Ferreiro) - 2011
- Challenger de Santos - (com Franco Ferreiro) - 2011

## Ranking
- Atual Ranking de Simples: N/A
- Melhor Ranking de Simples: 55° (12/08/2002)
- Atual Ranking de Duplas: 60°
- Melhor Ranking de Duplas: 17° (02/02/2009)

## Grand Slam performance em simples
Até o US Open de 2012.
| Grand Slam           |     |     |     |     |     |     |     |      |
| Australian Open      |     |     |     | 2R  | 1R  | 1R  |     | 1–3  |
| Aberto da França     |     |     | 1R  |     | 1R  | 1R  |     | 0–3  |
| Torneio de Wimbledon | 1R  | 2R  | 1R  | 1R  | QF  | 2R  | 1R  | 5–7  |
| US Open de tênis     |     |     | 2R  | 2R  | 1R  |     |     | 2–3  |
| V-D                  | 0–1 | 1–1 | 1–3 | 2–3 | 3–4 | 1–3 | 0–1 | 8–16 |

## Grand Slam performance em duplas
Atualizado até Roland-Garros de 2015.
| Torneio              | 1997 | 1998 | 1999 | 2001 | 2002 | 2003 | 2004 | 2005 | 2006 | 2007 | 2008 | 2009 | 2010 | 2011 | 2012 | 2013 | 2014 | 2015 | V-D   |
| -------------------- | ---- | ---- | ---- | ---- | ---- | ---- | ---- | ---- | ---- | ---- | ---- | ---- | ---- | ---- | ---- | ---- | ---- | ---- | ----- |
| Grand Slam           |      |      |      |      |      |      |      |      |      |      |      |      |      |      |      |      |      |      |       |
| Australian Open      |      | 1R   | 1R   |      | 1R   | 1R   | QF   | 1R   |      |      | 1R   | 2R   | 1R   | 1R   | 2R   | 2R   | 1R   | 1R   | 6–14  |
| Aberto da França     |      | 1R   |      |      | 3R   | 1R   | 1R   | 1R   |      | 2R   | 2R   | 1R   | 3R   | 1R   | 1R   | 3R   | 3R   | 3R   | 12–14 |
| Torneio de Wimbledon |      | 1R   |      |      | 1R   | 3R   | 2R   | 1R   | 3R   | SF   | 3R   | 2R   | 1R   | 1R   | 2R   | 1R   | 3R   |      | 15–14 |
| US Open de tênis     | 1R   | 1R   | 1R   | 1R   | 1R   | 1R   | 1R   |      |      | QF   | 3R   | 2R   | 1R   | 1R   | 1R   | 2R   | 2R   |      | 8–15  |
| V-D                  | 0–1  | 0–4  | 0–2  | 0–1  | 2–4  | 2–4  | 4–4  | 0–3  | 2–1  | 8–3  | 5–4  | 3–4  | 2–4  | 0–4  | 2–4  | 4–4  | 5–4  | 2–2  | 41–57 |